# Sony Pictures Classics
Sony Pictures Classics (viết tắt là SPC) là công ty sản xuất và phân phối phim của Mỹ, bộ phận của Sony Pictures, được thành lập vào năm 1992 bởi cựu Orion Classics đứng đầu là Michael Barker cùng với Tom Bernard và Marcie Bloom (tương tự như Searchlight Pictures và Focus Features). SPC phân phối, sản xuất và mua lại các bộ phim chuyên ngành như phim tài liệu, phim độc lập và phim nghệ thuật ở Hoa Kỳ và quốc tế. Tính đến năm 2015, Barker và Bernard là đồng chủ tịch của bộ phận này.

## Lịch sử

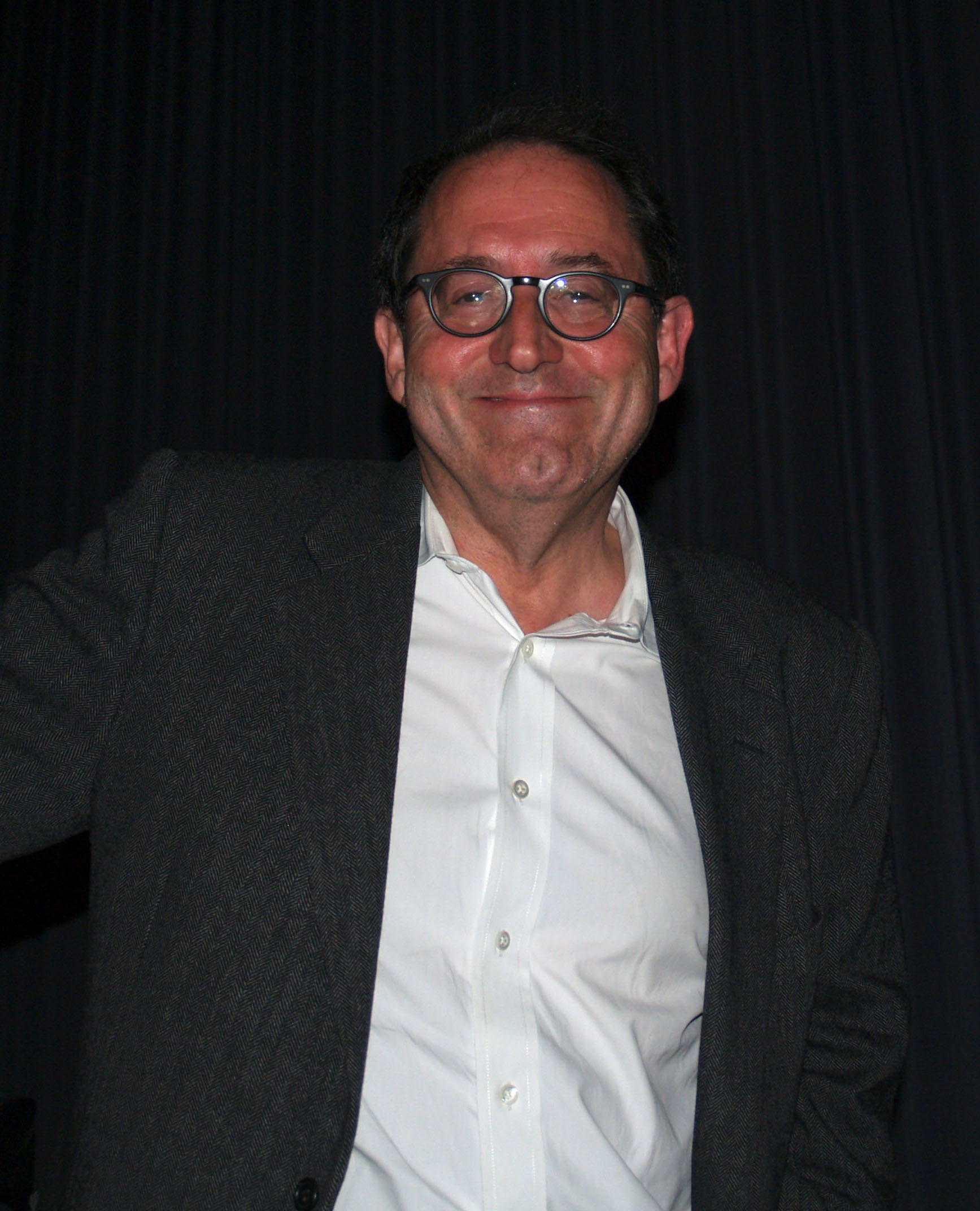
Đồng sáng lập và đồng chủ tịch Michael Barker

Sony Pictures Classics được thành lập vào năm 1992, bởi Michael Barker, Tom Bernard, và Marcie Bloom, một bộ phận độc lập của Sony Pictures. Mô hình của công ty là sản xuất, mua và/hoặc phân phối các phim độc lập, phim tài liệu, phim nghệ thuật từ Hoa Kỳ và quốc tế.
Sony Pictures Classics được biết như là một công ty đầu tư hợp lý cho các bộ phim nhỏ và thu được lợi nhuận khá. SPC thường không chi tiêu quá mức. Thành công thương mại lớn nhất năm 2011 là Midnight in Paris của Woody Allen, thu về hơn 56 triệu USD ở Mỹ, trở thành bộ phim có doanh thu cao nhất của Allen từ trước đến nay tại Hoa Kỳ.
Thỉnh thoảng, Sony Pictures Classics đồng ý phát hành phim cho tất cả các phòng thu phim của Sony; tuy nhiên, theo cấu trúc của Sony Pictures Classics trong Sony, tất cả các bộ phận khác của Sony (bao gồm cả công ty mẹ) không thể ép buộc Sony Pictures Classics phát hành bất kỳ bộ phim nào mà bộ phận không muốn phát hành.

## Các tựa phim đã phát hành

### Những năm 1990
| Ngày phát hành | Tựa                               |
| -------------- | --------------------------------- |
| 13/3/1992      | Howards End                       |
| 25/9/1992      | Danzon                            |
| 30/10/1992     | Van Gogh                          |
| 22/12/1992     | Indochine                         |
| 3/3/1993       | Olivier, Olivier                  |
| 16/4/1993      | The Story of Qiu Ju               |
| 28/5/1993      | The Long Day Closes               |
| 9/6/1993       | Orlando                           |
| 25/6/1993      | Jacquot de Nantes                 |
| 6/8/1993       | House of Angels                   |
| 21/12/1993     | Faraway, So Close!                |
| 23/12/1993     | The Accompanist                   |
| 25/2/1994      | Belle Époque                      |
| 31/3/1994      | Germinal                          |
| 5/4/1994       | In Custody                        |
| 3/6/1994       | The Slingshot                     |
| 15/7/1994      | Mi Vida Loca                      |
| 19/10/1994     | Vanya on 42nd Street              |
| 21/10/1994     | I Don't Want to Talk About It     |
| 22/12/1994     | A Man of No Importance            |
| 17/2/1995      | Window to Paris                   |
| 8/3/1995       | Martha & Ethel                    |
| 17/3/1995      | Farinelli                         |
| 21/4/1995      | Burnt by the Sun                  |
| 28/4/1995      | Crumb                             |
| 19/5/1995      | Amateur                           |
| 26/5/1995      | A Pure Formality                  |
| 8/6/1995       | Anne Frank Remembered             |
| 16/6/1995      | Wings of Courage (IMAX)           |
| 23/6/1995      | Love & Human Remains              |
| 30/6/1995      | Safe                              |
| 21/7/1995      | Living in Oblivion                |
| 15/9/1995      | Mute Witness                      |
| 27/9/1995      | Persuasion                        |
| 20/10/1995     | Across the Sea of Time            |
| 15/12/1995     | The City of Lost Children         |
| 22/12/1995     | Shanghai Triad                    |
| 24/1/1996      | Caught                            |
| 8/3/1996       | The Flower of My Secret           |
| 15/3/1996      | The Celluloid Closet              |
| 29/3/1996      | Denise Calls Up                   |
| 3/5/1996       | Madame Butterfly                  |
| 17/5/1996      | Ashes of Time                     |
| 24/5/1996      | Welcome to the Dollhouse          |
| 21/6/1996      | Lone Star                         |
| 26/7/1996      | Manny & Lo                        |
| 13/9/1996      | Brother of Sleep                  |
| 9/10/1996      | Beautiful Thing                   |
| 20/12/1996     | The Whole Wide World              |
| 25/12/1996     | Thieves                           |
| 31/1/1997      | Waiting for Guffman               |
| 7/1/1997       | SubUrbia                          |
| 23/4/1997      | A Chef in Love                    |
| 2/5/1997       | Broken English                    |
| 20/6/1997      | Dream with the Fishes             |
| 20/6/1997      | When the Cat's Away               |
| 1/8/1997       | In the Company of Men             |
| 17/9/1997      | The Myth of Fingerprints          |
| 3/10/1997      | Fast, Cheap & Out of Control      |
| 14/11/1997     | The Tango Lesson                  |
| 26/12/1997     | Afterglow                         |
| 26/12/1997     | Ma vie en rose                    |
| 6/2/1998       | Nil by Mouth                      |
| 27/3/1998      | Character                         |
| 27/3/1998      | Men with Guns                     |
| 3/4/1998       | The Spanish Prisoner              |
| 1/5/1998       | A Friend of the Deceased          |
| 1/5/1998       | Wilde                             |
| 22/5/1998      | The Opposite of Sex               |
| 19/6/1998      | Henry Fool                        |
| 19/6/1998      | Marie from the Bay of Angels      |
| 2/7/1998       | Mark Twain's America in 3D (IMAX) |
| 10/7/1998      | Whatever                          |
| 31/7/1998      | The Governess                     |
| 13/11/1998     | Dancing at Lughnasa               |
| 20/11/1998     | Central Station                   |
| 18/12/1998     | The General                       |
| 12/2/1999      | Tango                             |
| 2/4/1999       | The Dreamlife of Angels           |
| 16/4/1999      | SLC Punk                          |
| 16/4/1999      | The Winslow Boy                   |
| 7/5/1999       | This Is My Father                 |
| 28/5/1999      | The Loss of Sexual Innocence      |
| 18/6/1999      | Run Lola Run                      |
| 30/7/1999      | Twin Falls Idaho                  |
| 22/10/1999     | One Day in September              |
| 5/11/1999      | American Movie                    |
| 17/12/1999     | The Emperor and the Assassin      |
| 29/12/1999     | The Third Miracle                 |

### Những năm 2000
| Ngày phát hành | Tựa                                        |
| -------------- | ------------------------------------------ |
| 18/2/2000      | Not One Less                               |
| 25/2/2000      | Mifune's Last Song                         |
| 10/3/2000      | Sweet and Lowdown                          |
| 31/3/2000      | All About My Mother                        |
| 31/3/2000      | The Color of Paradise                      |
| 7/4/2000       | Me Myself I                                |
| 5/5/2000       | Est - Ouest                                |
| 12/5/2000      | Bossa Nova                                 |
| 26/5/2000      | Kikujiro                                   |
| 9/6/2000       | Groove                                     |
| 28/6/2000      | Trixie                                     |
| 7/7/2000       | Shower                                     |
| 4/8/2000       | The Tao of Steve                           |
| 25/8/2000      | Solomon & Gaenor                           |
| 15/9/2000      | Goya in Bordeaux                           |
| 29/9/2000      | The Broken Hearts Club: A Romantic Comedy  |
| 13/10/2000     | Just Looking                               |
| 8/12/2000      | Crouching Tiger, Hidden Dragon             |
| 22/12/2000     | The House of Mirth                         |
| 22/2/2001      | Haiku Tunnel                               |
| 6/2/2001       | Pollock                                    |
| 2/3/2001       | Me You Them                                |
| 6/4/2001       | Brother                                    |
| 6/4/2001       | Shadow Magic                               |
| 27/4/2001      | The Luzhin Defence                         |
| 27/4/2001      | The Princess and the Warrior               |
| 8/6/2001       | Divided We Fall                            |
| 15/6/2001      | The Road Home                              |
| 6/6/2001       | The Vertical Ray of the Sun                |
| 27/6/2001      | Jackpot                                    |
| 29/9/2001      | Who Knows?                                 |
| 5/10/2001      | Grateful Dawg                              |
| 21/11/2001     | The Devil's Backbone                       |
| 7/12/2001      | Last Orders                                |
| 28/12/2001     | Dark Blue World                            |
| 25/1/2002      | Beijing Bicycle                            |
| 15/3/2002      | Pauline and Paulette                       |
| 22/3/2002      | Son of the Bride                           |
| 5/4/2002       | Crush                                      |
| 19/4/2002      | Nine Queens                                |
| 8/5/2002       | Lagaan                                     |
| 10/5/2002      | The Lady and the Duke                      |
| 20/5/2002      | Dogtown and Z-Boys                         |
| 24/5/2002      | Thirteen Conversations About One Thing     |
| 12/7/2002      | My Wife Is an Actress                      |
| 26/7/2002      | Happy Times                                |
| 9/8/2002       | Secret Ballot                              |
| 30/8/2002      | Mad Love                                   |
| 13/9/2002      | Quitting                                   |
| 18/10/2002     | Auto Focus                                 |
| 22/11/2002     | Talk to Her                                |
| 20/12/2002     | Spider                                     |
| 30/12/2002     | Love Liza                                  |
| 17/1/2003      | Big Shot's Funeral                         |
| 24/1/2003      | Blind Spot: Hitler's Secretary             |
| 14/1/2003      | All the Real Girls                         |
| 7/3/2003       | Laurel Canyon                              |
| 4/4/2003       | The Man Without a Past                     |
| 4/4/2003       | Levity                                     |
| 18/4/2003      | Winged Migration                           |
| 2/5/2003       | Owning Mahowny                             |
| 23/5/2003      | Respiro                                    |
| 20/6/2003      | The Legend of Suriyothai                   |
| 11/7/2003      | The Cuckoo                                 |
| 24/7/2003      | Masked and Anonymous                       |
| 29/8/2003      | Once Upon a Time in the Midlands           |
| 26/9/2003      | My Life Without Me                         |
| 26/11/2003     | The Triplets of Belleville                 |
| 3/12/2003      | Monsieur Ibrahim                           |
| 12/12/2003     | The Statement                              |
| 19/12/2003     | The Fog of War                             |
| 25/12/2003     | The Company                                |
| 27/1/2004      | Good Bye Lenin!                            |
| 12/3/2004      | Broken Wings                               |
| 19/3/2004      | Bon Voyage                                 |
| 2/4/2004       | Spring, Summer, Fall, Winter... and Spring |
| 16/4/2004      | Young Adam                                 |
| 14/5/2004      | Carandiru                                  |
| 28/5/2004      | Baadasssss!                                |
| 28/5/2004      | The Mother                                 |
| 18/6/2004      | Facing Windows                             |
| 9/7/2004       | Riding Giants                              |
| 16/7/2004      | Touch of Pink                              |
| 16/7/2004      | Zhou Yu's Train                            |
| 28/7/2004      | She Hate Me                                |
| 3/9/2004       | Warriors of Heaven and Earth               |
| 17/9/2004      | Head in the Clouds                         |
| 17/9/2004      | Želary                                     |
| 15/10/2004     | Being Julia                                |
| 22/10/2004     | Lightning in a Bottle                      |
| 19/11/2004     | Bad Education                              |
| 3/12/2004      | House of Flying Daggers                    |
| 17/12/2004     | Imaginary Heroes                           |
| 19/12/2004     | The Merchant of Venice                     |
| 25/2/2005      | Up and Down                                |
| 11/3/2005      | In My Country                              |
| 1/4/2005       | Look at Me                                 |
| 8/4/2005       | Kung Fu Hustle                             |
| 29/4/2005      | 3-Iron                                     |
| 13/5/2005      | Layer Cake                                 |
| 13/5/2005      | The House of Sand                          |
| 27/5/2005      | Saving Face                                |
| 5/8/2005       | 2046                                       |
| 5/8/2005       | Junebug                                    |
| 26/8/2005      | The Memory of a Killer                     |
| 14/9/2005      | L'Enfant (The Child)                       |
| 16/9/2005      | Thumbsucker                                |
| 30/9/2005      | Capote                                     |
| 5/10/2005      | Caché                                      |
| 9/11/2005      | Joyeux Noël                                |
| 22/12/2005     | Riding Alone for Thousands of Miles        |
| 22/1/2006      | Why We Fight                               |
| 17/3/2006      | Volver                                     |
| 23/3/2006      | The Lives of Others                        |
| 31/3/2006      | The Devil and Daniel Johnston              |
| 7/4/2006       | Friends With Money                         |
| 28/6/2006      | Who Killed the Electric Car?               |
| 2/8/2006       | Quinceañera                                |
| 25/8/2006      | The Quiet                                  |
| 1/9/2006       | Black Book                                 |
| 2/9/2006       | Paprika                                    |
| 8/9/2006       | Driving Lessons                            |
| 22/9/2006      | American Hardcore                          |
| 21/12/2006     | Curse of the Golden Flower                 |
| 20/4/2007      | The Valet                                  |
| 27/4/2007      | Jindabyne                                  |
| 19/5/2007      | The Band's Visit                           |
| 13/7/2007      | Interview                                  |
| 21/9/2007      | The Jane Austen Book Club                  |
| 5/10/2007      | My Kid Could Paint That                    |
| 12/10/2007     | Sleuth                                     |
| 14/12/2007     | Youth Without Youth                        |
| 25/12/2007     | Persepolis                                 |
| 7/3/2008       | Married Life                               |
| 14/3/2008      | CJ7                                        |
| 25/4/2008      | Standard Operating Procedure               |
| 9/5/2008       | Redbelt                                    |
| 19/5/2008      | Lorna's Silence                            |
| 22/5/2008      | Adoration                                  |
| 23/5/2008      | Synecdoche, New York                       |
| 24/5/2008      | The Class                                  |
| 20/6/2008      | Brick Lane                                 |
| 3/7/2008       | The Wackness                               |
| 1/8/2008       | Frozen River                               |
| 5/8/2008       | The Counterfeiters                         |
| 29/8/2008      | I Served the King of England               |
| 3/10/2008      | Rachel Getting Married                     |
| 10/10/2008     | Ashes of Time Redux                        |
| 24/10/2008     | I've Loved You So Long                     |
| 18/1/2009      | An Education                               |
| 23/1/2009      | Moon                                       |
| 18/3/2009      | Broken Embraces                            |
| 27/3/2009      | The Damned United                          |
| 3/4/2009       | Sugar                                      |
| 3/4/2009       | Paris 36                                   |
| 22/4/2009      | Coco Before Chanel                         |
| 8/5/2009       | Rudo y Cursi                               |
| 22/5/2009      | O' Horten                                  |
| 29/5/2009      | Easy Virtue                                |
| 10/7/2009      | Soul Power                                 |
| 14/8/2009      | It Might Get Loud                          |
| 30/12/2009     | The White Ribbon                           |

### Những năm 2010
| Ngày phát hành | Tựa                                                           |
| -------------- | ------------------------------------------------------------- |
| 8/1/2010       | The Imaginarium of Doctor Parnassus                           |
| 26/2/2010      | The Last Station                                              |
| 26/2/2010      | A Prophet (Un Prophete)                                       |
| 26/3/2010      | Chloe                                                         |
| 30/4/2010      | Please Give                                                   |
| 7/5/2010       | Mother and Child                                              |
| 21/5/2010      | The Secret in Their Eyes                                      |
| 25/6/2010      | Wild Grass                                                    |
| 23/7/2010      | Coco Chanel & Igor Stravinsky                                 |
| 30/7/2010      | Get Low                                                       |
| 6/8/2010       | Lebanon                                                       |
| 13/8/2010      | Animal Kingdom                                                |
| 3/9/2010       | A Woman, a Gun and a Noodle Shop                              |
| 22/9/2010      | You Will Meet a Tall Dark Stranger                            |
| 8/10/2010      | Inside Job                                                    |
| 8/10/2010      | Tamara Drewe                                                  |
| 19/11/2010     | Made in Dagenham                                              |
| 29/12/2010     | Another Year                                                  |
| 19/2/2011      | Barney's Version                                              |
| 25/2/2011      | Of Gods and Men                                               |
| 18/3/2011      | Winter in Wartime                                             |
| 1/4/2011       | In a Better World                                             |
| 22/4/2011      | Incendies                                                     |
| 22/4/2011      | POM Wonderful Presents: The Greatest Movie Ever Sold          |
| 20/5/2011      | Midnight in Paris                                             |
| 15/7/2011      | Life, Above All                                               |
| 29/7/2011      | The Guard                                                     |
| 26/8/2011      | Higher Ground                                                 |
| 16/9/2011      | Restless                                                      |
| 30/9/2011      | Take Shelter                                                  |
| 14/10/2011     | The Skin I Live In                                            |
| 23/11/2011     | A Dangerous Method                                            |
| 16/12/2011     | Carnage                                                       |
| 30/12/2011     | A Separation                                                  |
| 10/2/2012      | In Darkness                                                   |
| 9/3/2012       | Footnote                                                      |
| 23/3/2012      | The Raid: Redemption                                          |
| 6/4/2012       | Damsels in Distress                                           |
| 20/4/2012      | Darling Companion                                             |
| 11/5/2012      | Where Do We Go Now?                                           |
| 22/6/2012      | To Rome with Love                                             |
| 29/6/2012      | Neil Young Journeys                                           |
| 27/7/2012      | Searching for Sugar Man                                       |
| 3/8/2012       | Celeste and Jesse Forever                                     |
| 17/8/2012      | Chicken with Plums                                            |
| 12/10/2012     | Smashed                                                       |
| 23/11/2012     | Rust and Bone                                                 |
| 19/12/2012     | Amour                                                         |
| 25/12/2012     | West of Memphis                                               |
| 1/2/2013       | The Gatekeepers                                               |
| 15/2/2013      | No                                                            |
| 5/4/2013       | The Company You Keep                                          |
| 24/4/2013      | At Any Price                                                  |
| 3/5/2013       | Love Is All You Need                                          |
| 24/5/2013      | Before Midnight                                               |
| 24/5/2013      | Fill the Void                                                 |
| 28/6/2013      | I'm So Excited                                                |
| 26/7/2013      | Blue Jasmine                                                  |
| 14/8/2013      | The Patience Stone                                            |
| 16/8/2013      | Austenland                                                    |
| 13/9/2013      | Wadjda                                                        |
| 16/10/2013     | Kill Your Darlings                                            |
| 20/11/2013     | The Past                                                      |
| 25/12/2013     | The Invisible Woman                                           |
| 31/1/2014      | Tim's Vermeer                                                 |
| 28/2/2014      | The Lunchbox                                                  |
| 21/3/2014      | Jodorowsky's Dune                                             |
| 28/3/2014      | The Raid 2                                                    |
| 11/4/2014      | Only Lovers Left Alive                                        |
| 25/4/2014      | For No Good Reason                                            |
| 20/6/2014      | Third Person                                                  |
| 11/7/2014      | Land Ho!                                                      |
| 25/7/2014      | Magic in the Moonlight                                        |
| 22/8/2014      | Love Is Strange                                               |
| 14/10/2014     | Whiplash                                                      |
| 14/11/2014     | Foxcatcher                                                    |
| 19/12/2014     | Mr. Turner                                                    |
| 25/12/2014     | Leviathan                                                     |
| 2014           | Island Dreams                                                 |
| 16/1/2015      | Still Alice                                                   |
| 23/1/2015      | Red Army                                                      |
| 20/2/2015      | Wild Tales                                                    |
| 6/3/2015       | The Lady in the Van                                           |
| 27/3/2015      | The Salt of the Earth                                         |
| 8/5/2015       | Saint Laurent                                                 |
| 22/5/2015      | Aloft                                                         |
| 17/7/2015      | Irrational Man                                                |
| 7/8/2015       | The Diary of a Teenage Girl                                   |
| 21/8/2015      | Grandma                                                       |
| 9/9/2015       | Coming Home                                                   |
| 16/10/2015     | Truth                                                         |
| 14/11/2015     | Merchants of Doubt                                            |
| 18/12/2015     | Son of Saul                                                   |
| 18/3/2016      | The Bronze                                                    |
| 25/3/2016      | I Saw the Light                                               |
| 1/4/2016       | Miles Ahead                                                   |
| 22/4/2016      | The Meddler                                                   |
| 20/5/2016      | Maggie's Plan                                                 |
| 29/7/2016      | Equity                                                        |
| 2/11/2016      | The Eagle Huntress                                            |
| 11/11/2016     | Elle                                                          |
| 9/12/2016      | The Comedian                                                  |
| 21/12/2016     | Julieta                                                       |
| 25/12/2016     | Toni Erdmann                                                  |
| 20/1/2017      | The Red Turtle                                                |
| 10/2/2017      | Land of Mine                                                  |
| 14/4/2017      | Norman: The Moderate Rise and Tragic Fall of a New York Fixer |
| 12/5/2017      | Paris Can Wait                                                |
| 16/5/2017      | Maudie                                                        |
| 30/6/2017      | 13 Minutes                                                    |
| 28/7/2017      | Brigsby Bear                                                  |
| 29/9/2017      | Mark Felt: The Man Who Brought Down the White House           |
| 27/10/2017     | Novitiate                                                     |
| 24/11/2017     | Call Me by Your Name                                          |
| 22/12/2017     | Happy End                                                     |
| 19/12/2017     | Film Stars Don't Die in Liverpool                             |
| 2/2/2018       | A Fantastic Woman                                             |
| 17/2/2018      | Loveless                                                      |
| 2/3/2018       | Foxtrot                                                       |
| 9/3/2018       | The Leisure Seeker                                            |
| 23/3/2018      | Final Portrait                                                |
| 13/4/2018      | The Rider                                                     |
| 11/5/2018      | The Seagull                                                   |
| 22/6/2018      | Boundaries                                                    |
| 27/72018       | Puzzle                                                        |
| 17/82018       | The Wife                                                      |
| 14/9/2018      | American Chaos                                                |
| 10/10/2018     | The Happy Prince                                              |
| 2/11/2018      | Maria by Callas                                               |
| 14/12/2018     | Capernaum                                                     |
| 28/12/2018     | Stan & Ollie                                                  |
| 25/1/2019      | Never Look Away                                               |
| 15/2/2019      | Ruben Brandt, Collector                                       |
| 22/3/2019      | Sunset                                                        |
| 26/4/2019      | The White Crow                                                |

### Ngày phát hành sắp tới
| Ngày phát hành | Tựa                             |
| -------------- | ------------------------------- |
| 10/5/2019      | All is True                     |
| 31/5/2019      | The Fall of the American Empire |
| 28/6/2019      | Maiden                          |
| 19/7/2019      | David Crosby: Remember My Name  |
| 9/8/2019       | After the Wedding               |
| 16/8/2019      | Aquarela                        |
| 4/10/2019      | Pain and Glory                  |

#### Chưa có ngày phát hành
Những bộ phim sau đây đã được Sony Pictures Classics công bố, nhưng chưa xác định ngày phát hành.
- Frankie
- Where's My Roy Cohn?
- John Prine: Hello in There